# Antoñita Moreno
Antonia Moreno Valiente (La Puebla del Río, Sevilla 9 de enero de 1930), conocida artísticamente como Antoñita Moreno, es una cantante de coplas y actriz española.

## Biografía
Hija de Manuel Moreno Andrade y Salud Valiente Fernández. Nació en Puebla del Río, pues su padre, guardia civil, estaba destinado en el cuartel de dicha localidad. Fue la séptima hija del matrimonio, y la única de todos que llegó a la edad adulta. Fue bautizada en Sevilla, en la iglesia de Santa Marina. Su abuela era asturiana, de Oviedo. Su abuelo era de Cádiz. Estudió en Sevilla, en el convento de San Clemente, ya que sus tíos maternos, Francisco y Dolores, eran demandaderos (recaderos de las monjas cistercienses) del mismo. Se inició artísticamente de niña cantando saetas en las procesiones de Semana Santa en Sevilla y participando en concursos de radio. Gran tonadillera, destacó especialmente en la saeta. Su abuelo fue José Valiente, director del Orfeón Sevillano, estimulada por sus padres, alterna sus estudios con clases de piano, guitarra y mandolina; su primer maestro de canción andaluza fue el maestro Mezquida, y los cuatro años que estuvo estudiando canto, fue con el maestro Pinto y en el baile con Eloísa Albéniz. Con quince años debutó en un espectáculo de variedades en el Teatro Calderón de Madrid. Posteriormente, en 1950, se presenta con el espectáculo Filigranas. Después vendrían Coplas al viento, Antonia la cantaora, Colores de España, Cantes y bailes de España, Jaque mate, Sortija de oro, Dolores la Macarena, Alma de España y Adiós España.
Cantó su primera saeta en la calle Ancha, en Gelves.
Reconocida cantante de coplas e investigadora del folclore, publica su primer disco sencillo en 1948 con los temas Puentecito y Mal de amor y su voz aparece en decenas de antologías de la copla. También ha sido actriz de teatro y ha participado en distintos proyectos cinematográficos como el cortometraje Sevilla en primavera, y los largometrajes Un caballero famoso (1942) con Amparo Rivelles, Pototo, Boliche y compañía (1948), Llegada de noche (1949) de J.A. Nieves Conde, El bandido generoso (1954), La reina mora (1955), La lupa (1955) o El niño de las monjas (1958). En México rodó Música de siempre (1956). También varios cortos dedicados a Sevilla y la saeta. Tuvo un papel pequeño en Mr. Arkadin (1955) de Orson Welles, rodada en España.
Trabajó en muchos países, como Estados Unidos, Rusia y Portugal.
Protagonizó la series para Televisión Española Ronda de España (1963-1964) Por los caminos del folklore (1976) y Cantando se hace camino (1977), donde recorría todos los rincones de España interpretando sus cantes regionales.
Grabó muchos villancicos, tales como "Niño Jesús", "Paz a los hombres", "Suenen las panderetas", "Tonadas de Navidad", "Jesucristo en el portal", "En los brazos de Santa Ana", "Rey de los cielos", "Una noche fría", "Adoremos el pesebre", "Una estrella es", "Con seda verde".
Residió en Alicante durante 50 años y actualmente vive en Sevilla.

## Discografía seleccionada[3]
- LP Antoñita Moreno (Vergara, 1958)
- Saetas (Columbia, 1962)
- Ronda de España (1965)
- Saetas por Antoñita Moreno (Belter, 1965)
- Ronda de España Vol.2 (1967)
- Villancicos (Belter, 1968)
- Antoñita Moreno con la Orquesta Montilla (1969)
- LP Antoñita Moreno (Columbia, 1970)
- Ronda de España Vol.3 (1971)
- Alma de América (1971)
- Canta a España (1971)
- Canciones Populares en la Voz de Antoñita Moreno (1971)
- LP Antoñita Moreno (Emi, 1972)
- Ausencia (1981)

## Distinciones honoríficas
- Medalla de Madrid.
- Medalla de Oro del Círculo de Bellas Artes.
- Camarera de Honor de la Santísima Virgen de los Dolores (Real Hermandad Servita, Puebla del Río).[5]
- Lazo de Dama de la Orden de Isabel la Católica.

## Biografía publicada
- Antoñita Moreno. La voz que nunca muere (2011), escrita por Emilio García Carretero.[6] ISBN 9788461548347